# Sir Chloe
Sir Chloe és un grup d'Indie rock nord-americà de Vermont. El grup està format per Dana Foote, Teddy O'Meara, Palmer Foote i Austin Holmes.

## Biografia
Sir Chloe es va crear l'any 2017, quan la cantant Dana Foote estudiava al Bennington College. Dana, va estudiar composició musical i en comptes d'escriure una tesi, va realitzar un concert totalment fet de música original. Per fer el concert, va formar una banda amb el seu germà i amics propers que va rebre el nom de Sir Chloe.
El grup es va fer molt popular a nivell internacional quan la seva cançó "Michelle" es va fer viral a l'aplicació TikTok. La banda va llançar el seu primer album, Party Favors, el 2020.
El 2022, Sir Chloe va llançar una nova cançó titulada "Company".

## Influències
Dana cita la música dels Balcans i el grup Cage the Elephant com a inspiracions per compondre música.